# 4141 Нінтанлена
4141 Нінтанлена (4141 Nintanlena) — астероїд головного поясу, відкритий 8 серпня 1978 року.
Тіссеранів параметр щодо Юпітера — 3,414.